# Michał Ratyński
Michał Ratyński est un metteur en scène polonais né le 16 mai 1948 à Varsovie et mort le 11 septembre 2013 dans cette ville.

## Biographie
Il est diplômé de la faculté économique et sociale de l'école des hautes études commerciales de Varsovie en 1970, de l'école nationale de cinéma de Łódź en 1972 et de la faculté de mis en scène dramatique de l'académie de théâtre Alexandre-Zelwerowicz en 1982.
Il travaille pour les théâtres de Jelenia Góra, Varsovie, Cracovie et le théâtre de Silésie, où il occupe également le poste de directeur littéraire.
Il meurt le 11 septembre 2013 et repose au cimetière communal du Nord à Varsovie.

## Récompenses et distinctions
Il reçoit le prix de la meilleure direction et de la meilleure mise en scène d'une pièce de théâtre antique lors du 7e festival d'art antique de Kerch, en Crimée, en 2005, pour sa pièce Lysistrata.